# Setodes alampata
Setodes alampata är en nattsländeart som beskrevs av Schmid 1987. Setodes alampata ingår i släktet Setodes och familjen långhornssländor. Inga underarter finns listade i Catalogue of Life.